# Sint-Pieters-Woluwe
Sint-Pieters-Woluwe (Frans: Woluwe-Saint-Pierre) is een plaats en gemeente in het Brussels Hoofdstedelijk Gewest. De gemeente telt ruim 42.000 inwoners.
Het is een residentiële en relatief rijke gemeente. Langs de weelderige Tervurenlaan zijn er verschillende parken (zoals het Woluwepark) en riante villawijken. De wijk Stokkel is iets volkser. In het oosten gaat Sint-Pieters-Woluwe min of meer naadloos over in de Vlaamse gemeenten Kraainem en Wezembeek-Oppem. Het ligt tussen Sint-Lambrechts-Woluwe en Oudergem. Rond het bekende Montgomeryplein, waar veel ambassades gevestigd zijn, is er ook een grens met Etterbeek.

Het Stocletpaleis uit 1911 van architect Josef Hoffmann werd op 27 juni 2009 toegevoegd aan de lijst van het Werelderfgoed.

## Geschiedenis
In de 11de eeuw werd een deel van de beboste linkeroever van de Woluwe ontbost en vrijgemaakt voor akkerbouw. In de 12de eeuw is er voor het eerst sprake van het dorp Woluwe in schriften van de abdij van Vorst. Aan het einde van de 12de eeuw wordt de parochie van Sint-Lambrecht opgericht. De historische kern van het naburige Sint-Lambrechts-Woluwe ligt slechts 400m verwijderd van de oude kern van Sint-Pieters-Woluwe, rond de huidige Sint-Pieterskerk in de Felix Poelsstraat. Het is pas in de 18de eeuw dat Sint-Pieters-Woluwe wordt afgesplitst van Sint-Lambrechts-Woluwe.
Sinds de laatste twee decennia van de 19de eeuw kent de gemeente een sterke groei. Nieuwe wegen, zoals de Tervurenlaan, een nieuwe spoorlijn, imposante villa's zoals het Stocletpaleis en het Woluwepark werden allemaal gebouwd of ontworpen tussen 1880 en 1910.
In 1969 was Sint-Pieters-Woluwe aankomstplaats van twee etappes in de wielerkoers Ronde van Frankrijk. Deze ritten werden gewonnen door de Italiaan Marino Basso en de Italiaanse ploeg Faema.

### Zie ook

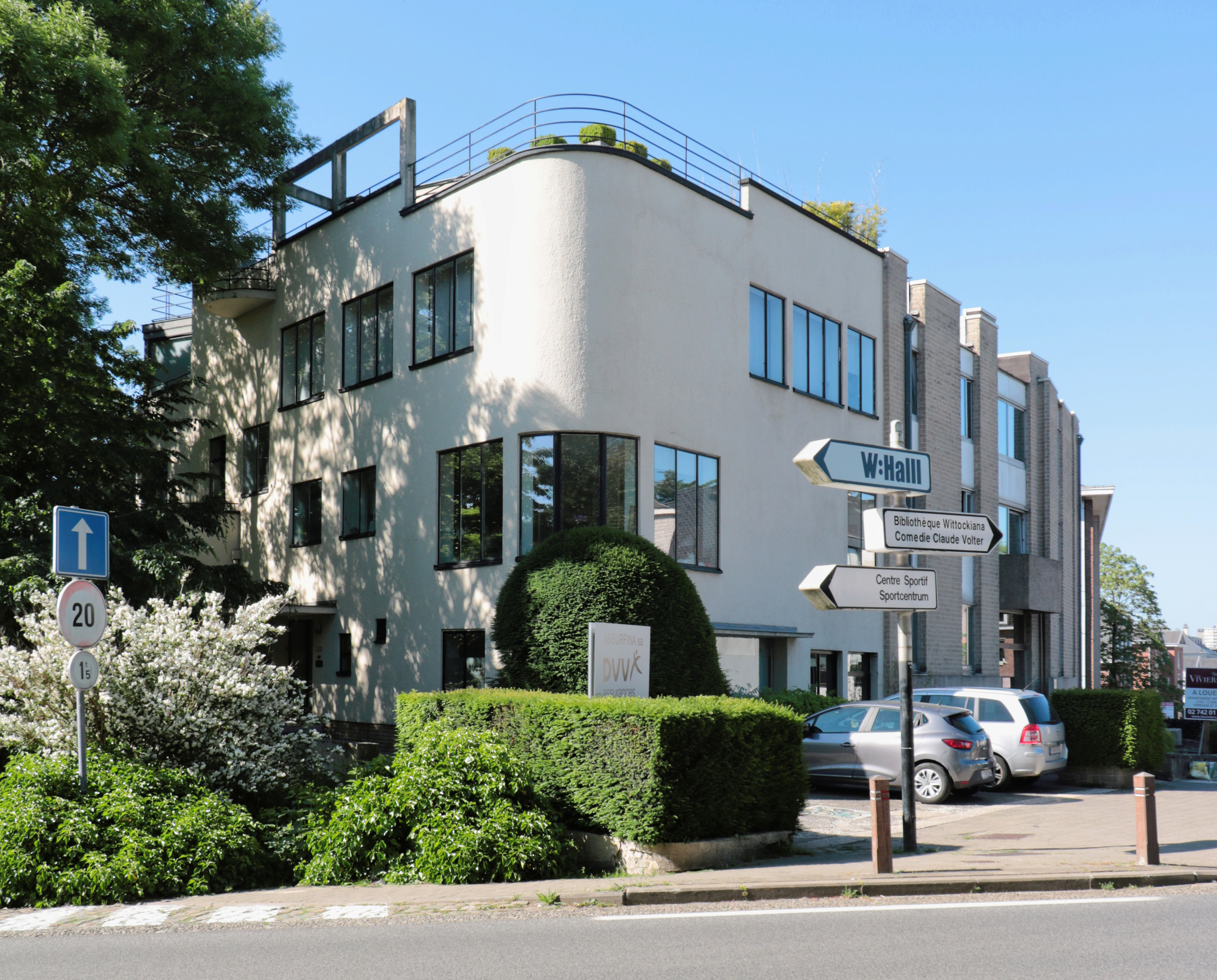
Gomberthuis (1933)

## Bezienswaardigheden
- Stocletpaleis
- Onze-Lieve-Vrouw der Genadekerk
- Onze-Lieve-Vrouw-van-Stokkelkerk
- Sint-Aleidiskerk
- Sint-Pauluskerk
- Sint-Pieterskerk

## Natuur en landschap
Sint-Pieters-Woluwe ligt in het oosten van de Brusselse agglomeratie op een hoogte van 49-116 meter. Het hoogste punt ligt in het zuiden waar zich het Zoniënwoud bevindt. Het laagste punt is de vallei van de Woluwe die in het westen noordwaarts loopt. Nabij de Woluwe bevindt zich het Parmentierpark dat weer aansluit bij het Woluwepark. Ook de Mellaertsvijvers liggen gedeeltelijk in Sint-Pieters-Woluwe.

## Politiek
het gemeentebestuur is gevestigd in het gemeentehuis van Sint-Pieters-Woluwe.

### Resultaten gemeenteraadsverkiezingen sinds 1976
| Partij of kartel     | Partij of kartel                                                   | 10-10-1976 | 10-10-1976 | 10-10-1982 | 10-10-1982 | 9-10-1988 | 9-10-1988 | 9-10-1994 | 9-10-1994 | 8-10-2000 | 8-10-2000 | 8-10-2006 | 8-10-2006 | 14-10-2012 | 14-10-2012 | 14-10-2018 | 14-10-2018 | 13-10-2024 | 13-10-2024 |
| Stemmen / Zetels     | Stemmen / Zetels                                                   | %          | 35         | %          | 35         | %         | 35        | %         | 33        | %         | 33        | %         | 33        | %          | 33         | %          | 35         | %          | 35         |
| -------------------- | ------------------------------------------------------------------ | ---------- | ---------- | ---------- | ---------- | --------- | --------- | --------- | --------- | --------- | --------- | --------- | --------- | ---------- | ---------- | ---------- | ---------- | ---------- | ---------- |
|                      | ECOLO1/ Ecolo-Groen2                                               | -          |            | 7,381      | 2          | 7,081     | 2         | 6,641     | 1         | 14,51     | 4         | 9,971     | 2         | 9,852      | 3          | 20,642     | 7          | 18,682     | 6          |
|                      | PS1/ PS-SP2/ PS-sp.a3/ Citoyens+PS-Vooruit4                        | 8,581      | 2          | 5,811      | 1          | 6,041     | 1         | -         |           | 6,242     | 1         | 7,171     | 1         | 5,603      | 1          | 5,403      | 1          | 9,854      | 3          |
|                      | FDF1/ FDF+IC2/ DéFI pour Woluwe11503/ DéFI l'Alternative4          | 48,231     | 20         | 32,721     | 13         | 20,91     | 8         | 16,71     | 6         | 12,321    | 4         | -         |           | 13,892     | 4          | 11,403     | 3          | 9,744      | 2          |
|                      | PL-IC1/ PRLIC2/ LB3/ Open MR4 / Liste BourgmestreA                 | 13,761     | 4          | 27,292     | 11         | 43,873    | 17        | 45,173    | 18        | 47,393    | 18        | 57,583    | 22        | 36,293     | 14         | 30,834     | 12         | 61,73A     | 24         |
|                      | PSC-CVP1/ PSC2/ PSC-CD3/ cdH4/ WOLUWE+CEREXHE5/ Liste BourgmestreA | 16,551     | 6          | 14,262     | 5          | 14,552    | 5         | 18,442    | 7         | 17,453    | 6         | 23,534    | 8         | 25,265     | 9          | 31,726     | 12         | 61,73A     | 24         |
|                      | Gestion Communale                                                  | -          |            | -          |            | -         |           | -         |           | -         |           | -         |           | 8,76       | 2          | -          |            | -          |            |
|                      | WOLUWE                                                             | -          |            | 8,13       | 2          | 7,56      | 2         | 6,39      | 1         | -         |           | -         |           | -          |            | -          |            | -          |            |
|                      | UDRT-RAD                                                           | -          |            | 4,4        | 1          | -         |           | -         |           | -         |           | -         |           | -          |            | -          |            | -          |            |
|                      | IC                                                                 | 7,15       | 2          | -          |            | -         |           | -         |           | -         |           | -         |           | -          |            | -          |            | -          |            |
|                      | VLW                                                                | 5,73       | 1          | -          |            | -         |           | -         |           | -         |           | -         |           | -          |            | -          |            | -          |            |
| Anderen(*)           | Anderen(*)                                                         | -          |            | -          |            | -         |           | 6,67      | 0         | 2,1       | 0         | 1,75      | 0         | -          |            | -          |            | -          |            |
| Totaal stemmen       | Totaal stemmen                                                     | 25.071     | 25.071     | 23.961     | 23.961     | 22.057    | 22.057    | 20.269    | 20.269    | 20.139    | 20.139    | 20.908    | 20.908    | 20.466     | 20.466     | 20.457     | 20.457     | 19.520     | 19.520     |
| Opkomst %            | Opkomst %                                                          |            |            |            |            | 87,74     | 87,74     | 86,98     | 86,98     | 85,68     | 85,68     | 88,86     | 88,86     | 87,27      | 87,27      | 87,35      | 87,35      | 83,61      | 83,61      |
| Blanco en ongeldig % | Blanco en ongeldig %                                               | 1,39       | 1,39       | 3          | 3          | 2,85      | 2,85      | 2,76      | 2,76      | 3,03      | 3,03      | 2,81      | 2,81      | 2,63       | 2,63       | 3,34       | 3,34       | 4,79       | 4,79       |

De gevormde coalitie wordt 'vet aangegeven. De grootste partij is in kleur.

(*) 1994: LOD (3,18%), FN (2,81%), Avions (0,68%) / 2000: FNB (2,10%) / 2006: FNB (1,75%)

### Representativiteit
Voor Sint-Pieters-Woluwe, net zoals voor de andere gemeenten van het Brussels Hoofdstedelijk Gewest, geldt dat het aantal kiezers in verhouding tot het aantal inwoners erg laag ligt, zowel absoluut als in vergelijking met de rest van het land. Dit is het gevolg van het hoge aandeel niet-Belgische inwoners (ook al kunnen deze onder bepaalde voorwaarden over gemeentelijk stemrecht beschikken). Daarnaast ligt ook het aantal kiezers dat niet komt opdagen, ondanks de opkomstplicht, erg hoog zodat het totaal aantal uitgebrachte stemmen, inclusief ongeldige en blanco, in de 19 gemeenten van het gewest slechts 44,66% van het aantal inwoners bedraagt. Sint-Pieters-Woluwe scoort beter met een verhouding van 51,12% uitgebrachte stemmen/inwoners, mede te wijten aan het duidelijk lager absenteïsme.

#### Verhouding kiezers/inwoners en absenteïsme bij de gemeenteraadsverkiezingen van 14 oktober 2012
- Sint-Pieters-Woluwe: 58,57% (kiezers/inw.) - 12,73% (absenteïsme)
- Totaal Brussels Gewest : 53,89% (kiezers/inw.) - 17,14% (absenteïsme)

Ter vergelijking:
- Vlaamse provinciehoofdsteden: 69,30% (kiezers/inw.) - 12,12% (absenteïsme)
- Waalse provinciehoofdsteden: 69,04% (kiezers/inw.) - 17,31% (absenteïsme)

### Burgemeesters
Burgemeesters van Sint-Pieters-Woluwe waren:
- 1800-1802 : Marc Fabry
- 1802-1807 : Jean-Baptiste Masseaux
- 1807 : Pierre Vanhamme
- 1807-1814 : Adolphe Walter de Thiennes de Lombise
- 1814-1830 : Henri Van Keerbergen
- 1830-1846 : Jean-François Coosemans
- 1846-1863 : Eugène de Waha
- 1864-1874 : Jean-Baptiste Dumoulin
- 1874-1889 : Charles Thielemans
- 1891-1904 : Jean Lepage
- 1904-1947 : Joseph Thielemans
- 1947-1971 : Jean-Marie Evrard
- 1971-1981 : François Persoons
- 1981-1982 : Jenny Marchandise
- 1982-1983 : Roland Gillet
- 1983-2007 : Jacques Vandenhaute
- 2008-2013 : Willem Draps
- 2013-heden : Benoît Cerexhe

## Demografische ontwikkeling
- Bronnen:NIS, Opm:1806 tot en met 1981=volkstellingen; 1990 en later= inwonertal op 1 januari

| Inwoners van jaar tot jaar op 1 januari 1992 tot heden | Inwoners van jaar tot jaar op 1 januari 1992 tot heden | Inwoners van jaar tot jaar op 1 januari 1992 tot heden |
| jaar                                                   | Aantal                                                 | Evolutie: 1992=index 100                               |
| ------------------------------------------------------ | ------------------------------------------------------ | ------------------------------------------------------ |
| 1992                                                   | 38.116                                                 | 100,0                                                  |
| 1993                                                   | 38.195                                                 | 100,2                                                  |
| 1994                                                   | 37.982                                                 | 99,6                                                   |
| 1995                                                   | 37.694                                                 | 98,9                                                   |
| 1996                                                   | 38.111                                                 | 100,0                                                  |
| 1997                                                   | 38.086                                                 | 99,9                                                   |
| 1998                                                   | 38.003                                                 | 99,7                                                   |
| 1999                                                   | 37.856                                                 | 99,3                                                   |
| 2000                                                   | 37.922                                                 | 99,5                                                   |
| 2001                                                   | 37.791                                                 | 99,1                                                   |
| 2002                                                   | 37.761                                                 | 99,1                                                   |
| 2003                                                   | 37.740                                                 | 99,0                                                   |
| 2004                                                   | 37.742                                                 | 99,0                                                   |
| 2005                                                   | 37.920                                                 | 99,5                                                   |
| 2006                                                   | 38.232                                                 | 100,3                                                  |
| 2007                                                   | 38.554                                                 | 101,1                                                  |
| 2008                                                   | 38.654                                                 | 101,4                                                  |
| 2009                                                   | 38.957                                                 | 102,2                                                  |
| 2010                                                   | 39.077                                                 | 102,5                                                  |
| 2011                                                   | 39.494                                                 | 103,6                                                  |
| 2012                                                   | 40.037                                                 | 105,0                                                  |
| 2013                                                   | 40.535                                                 | 106,3                                                  |
| 2014                                                   | 40.841                                                 | 107,1                                                  |
| 2015                                                   | 41.077                                                 | 107,8                                                  |
| 2016                                                   | 41.207                                                 | 108,1                                                  |
| 2017                                                   | 41.217                                                 | 108,1                                                  |
| 2018                                                   | 41.580                                                 | 109,1                                                  |
| 2019                                                   | 41.824                                                 | 109,7                                                  |
| 2020                                                   | 42.119                                                 | 110,5                                                  |
| 2021                                                   | 41.996                                                 | 110,2                                                  |
| 2022                                                   | 42.216                                                 | 110,8                                                  |
| 2023                                                   | 42.497                                                 | 111,5                                                  |
| 2024                                                   | 42.571                                                 | 111,7                                                  |
| 2025                                                   | 42.549                                                 | 111,6                                                  |

## Geboren in Sint-Pieters-Woluwe
- Pierre Thielemans (1825) componist
- Guy Cudell (1917-1999), politicus
- Fernand Bourgaux (1919), atleet
- Henri van Orléans (1933), pretendent op de Franse troon
- Liam Bossin (1996), voetballer

## Overleden
- Charles De Visscher (1884-1973), jurist

## Partnersteden
- Ruyumba (Rwanda) (sinds 1970)
- Gangnam-gu (Zuid-Korea) (sinds 1976)
- New Iberia (Verenigde Staten) (sinds 1979)
- Pecica (Roemenië) (sinds 1989)
- Chaoyang (Peking) (Volksrepubliek China) (2003–2008)
- Goma (Congo-Kinshasa)

## Nabijgelegen kernen
Sint-Lambrechts-Woluwe, Oudergem, Oppem, Kraainem